# نارندرا مودی
نارندرا دامودارداس مودی (انگلیسی: Narendra Damodardas Modi؛ زادهٔ ۱۷ سپتامبر ۱۹۵۰) سیاستمدار هندی است که از سال ۲۰۱۴ به‌عنوان نخست‌وزیر هند خدمت می‌کند. او از رهبران حزب ملی‌گرای بهاراتیا جاناتا است و از سال ۲۰۰۱ تا ۲۰۱۴ سروزیر ایالت گجرات بود. مودی نامزد بهاراتیا جاناتا در انتخابات پارلمانی ۲۰۱۴ برای تصدی پست نخست‌وزیری بود و با پیروزی این حزب به جای مانموهان سینگ از حزب کنگرهٔ هند نخست‌وزیر شد.
تحت دوران تصدی مودی، هند دستخوشِ عقب‌نشینی دموکراتیک یا تضعیف نهادهای دموکراتیک، حقوق فردی و آزادی بیان شده است. به‌عنوان نخست‌وزیر، او همواره در ارزیابی‌ها نمرهٔ مساعدی دریافت کرده است. او همچنان چهرهٔ بحث‌برانگیزی در سطح داخلی و بین‌المللی است.

## زندگی شخصی

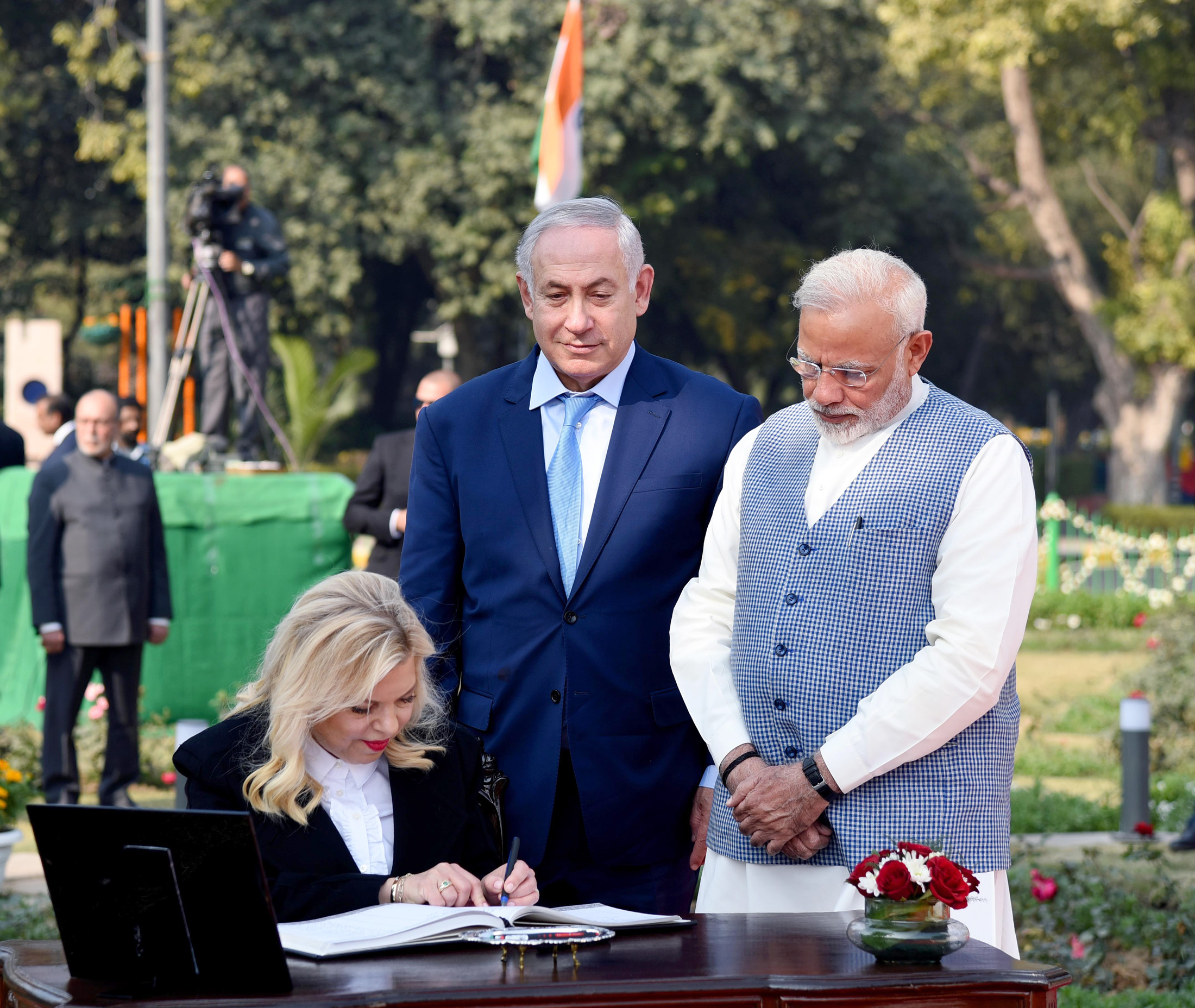
مودی در کنار بنیامین نتانیاهو نخست‌وزیر اسرائیل و سارا نتانیاهو، ژانویه ۲۰۱۸

وی فرزند سوم از شش فرزند خانوادۀ مودی است. پدر وی کارمند راه آهن بود و مودی همواره در کار به وی کمک می نمود. طبق سنت غانچی ساختار هندو که وی به آن وابسته است، مودی در سن ۱۳ سالگی توسط والدینش با جاشودابن نامزد شد و در ۱۸ سالگی ازدواج کردند. مودی برای دو سال به سفر رفت از جمله بازدید از آشورهای هندو که پس از مدتی زندگی مشترک از جاشودابن جدا شد. و گزارش شده بود که زندگی موفقی نداشتند اما مودی این راز را مخفی نگه داشت، زیرا نمی‌توانست تمام وقت در سازمان ملی میهن‌پرستی راشتریه سویم سیوک سنگه در منطقۀ روستیشان خدمت کند. مودی در بیشتر دوران حرفه‌ای خود این موضوع را مخفی نگه داشت. اما هنگام اعلام کاندیداتوری خود برای شرکت در انتخابات سراسری هند (۲۰۱۴) مجبور شد به جداشدن از همسرش اعتراف کند.
مودی مایل است کلاه سنتی جوامع مذهبی و منطقه‌ای مختلف را بپوشد و این باعث تعمیق پایگاه حمایتی او شده است.

## ویروس کرونا

سفرهای خارجی نخست‌وزیر مودی

در ۲۶ آوریل نارندرا مودی از هم‌وطنانش خواست برای جلوگیری از شیوع بیشتر کرونا، به رعایت فاصله‌گذاری اجتماعی ادامه دهند و عادت بد تف کردن در خیابان‌ها را کنار بگذارند.